# 1029 لا بلاتا
1029 La Plata هو كويكب، يقع ضمن حزام الكويكبات. اكتشف في 28 أبريل 1924. وقد اكتشفه يوهانس فرانز هارتمان.

## روابط خارجية
- 1029 لا بلاتا في قاعدة بيانات مختبر الدفع النفاث لأجرام النظام الشمسي الصغيرة

- الاكتشاف · مخطط المدار ·  العناصر المدارية · المعلمات المادية

- 1029 لا بلاتا على موقع ويكي سكاي: DSS2, SDSS, GALEX, IRAS, Hydrogen α, X-Ray, Astrophoto, Sky Map, Articles and images